# Пахиплеврозавр
Пахиплеврозавр (Pachypleurosaurus) — род вымерших пресмыкающихся из группы завроптеригий (Sauropterygia) триасового периода.
Пахиплеврозавры не относились непосредственно к группе нотозавров, но состояли с ними в близком родстве. Они были довольно маленькими животными и, вероятно, обитали поблизости от берега или в лагунах, как современные морские игуаны. Возможно, они зародились в Китае, а затем мигрировали в Европу, передвигаясь по северному мелководью моря Тетис. Строение их черепа предполагает, что они охотились на мелкую рыбу и моллюсков.

## Характеристики
Хвост сильный, он явно использовался как плавательный орган. Бедра и плечи, хотя и приспособленные к плаванию, все-таки достаточно сильны, чтобы поддерживать животное на суше. Череп очень маленький, структура уха такова, что можно предположить: оно воспринимало звуки над поверхностью моря, но не под водой. Некоторые кости толстые.
Пахиплеврозавры, видимо, являются связующим звеном между плакодонтами и группой, включающей нотозавров и плезиозавров. Однако для группы характерны такие крайности в строении скелетов, что трудно говорить об этом наверняка.
Длина 1 м.